# Cristina Barrial Berbén
Cristina Barrial Berbén   (Gijón, 1994) és una periodista i antropòloga asturiana establerta al barri madrileny de Carabanchel. És membre de la Coordinadora contra les cases d'apostes de Madrid i una de les creadores del pòdcast Invisibles.

## Obra publicada
- L'aposta perduda. Ludopatia ciutat i resistència. Tigre de Paper Edicions, 2021. ISBN 978-84-18705-15-1 (coescrit amb Pepe del Amo).[3][4]
- La trinchera infinita. Historias del trabajo en el hogar. Levanta Fuego, 2023. ISBN 978-84-125204-9-1[5][6]